# Le Conte populaire français

Conte populaire français

Le Conte populaire français. Catalogue raisonné des versions de France et des pays de langue française d'outre-mer est un ouvrage initié par Paul Delarue et continué par Marie-Louise Tenèze, . S'appuyant sur la classification dite de Aarne et Thompson (basée sur le concept de conte-type) élaborée par le folkloriste finlandais Antti Aarne en 1910, ce livre recense et classe des contes populaires recueillis sur tout le territoire français (Métropole, Antilles françaises, La Réunion), ainsi que dans des pays de langue française d'outre-mer (Canada, Louisiane, Îlots francophones des États-Unis, Haïti, Île Maurice). Resté inachevé, le chantier a été délocalisé à Toulouse où il est conduit au LISST/Centre d'Anthropologie sociale (EHESS, CNRS, Université de Toulouse II).
Ont été publiés les volumes concernant :
- Les contes merveilleux (contes-types 300 à 749) en deux volumes, par Paul Delarue en 1957 puis par Marie-Louise Tenèze en 1964)
- Les contes d'animaux (contes-types 1 à 299) par Marie-Louise Tenèze en 1976
- Les contes religieux (contes-types 750 à 849) par Marie-Louise Tenèze en 1985
- Les contes-nouvelles (contes-types 850 à 999) par Marie-Louise Tenèze, avec la collaboration de Josiane Bru en 2000, aux éditions du CTHS

En 1997 puis en 2002 les éditions Maisonneuve et Larose rassemblent en un seul volume les quatre tomes publiés ce même éditeur entre 1957 et 1985. 
L'éditeur (Maisonneuve et Larose) étant en liquidation judiciaire depuis 2011, cet ouvrage n'est plus commercialisé actuellement. Le volume des Contes-nouvelles est également épuisé au CTHS.
Un Supplément aux deux premiers volumes est paru en 2017 à Toulouse aux Presses Universitaires du Midi : Le conte populaire français, contes merveilleux, établi par Josiane Bru et édité par Bénédicte Bonnemason qui travaillent au Centre d'Anthropologie du LISSTà la suite de ce chantier (voir ci-après)
Communément désigné comme « le Delarue-Tenèze », le catalogue des contes populaires français, qui comblait un manque criant pour la France, est considéré internationalement comme un modèle. Il se distingue en effet des répertoires signalétiques, nationaux ou régionaux publiés au XXe siècle en fournissant pour chaque conte-type une version caractéristique, issue d'une collecte, ainsi que par des introductions et commentaires qui en font un outil de référence pour la recherche. Il est également très utilisé par les conteurs et conteuses contemporaines qu'il renseigne sur la variété des formes données par les conteurs anciens aux récits de transmission orale.
Les volumes suivants sont en chantier au LISST/ Centre d'Anthropologie sociale à Toulouse https://lisst.univ-tlse2.fr/accueil/catalogue-du-conte-populaire-francais
- Les contes de l'ogre dupé (ou du diable stupide) : contes-types 1000 à 1199
- Les contes facétieux et anecdotes : contes-types 1200 à 1999
- Les "contes formulaires" (Formula Tales) : contes-types 2000 et suivants,